# Oeteldonk
Oeteldonk is de naam die de stad 's-Hertogenbosch draagt tijdens het carnaval. Het is een van de kenmerken van het Bourgondische Carnaval. De stad 's-Hertogenbosch is dan tijdelijk een dorp:  't durp Oeteldonk. De omliggende dorpen die onder de gemeente 's-Hertogenbosch vallen, hebben ieder hun eigen carnavalstradities, en ook een alternatieve naam tijdens carnaval.

## Historie
In 's-Hertogenbosch kwam eind 19e eeuw vanuit de burgerij veel verzet tegen de excessen van carnaval. Een herhaaldelijk verzoek om een gemeentelijk verbod van het feest strandde op het commercieel en sociaal belang. Toen in 1881 ook de geestelijkheid, bij monde van bisschop Mgr. A. Godschalk, er zich mee bemoeide was dat aanleiding voor enige Bosschenaren uit de gegoede middenstand om maatregelen te nemen ter bescherming van het volksfeest.
In café Plaats Roijaal, toen nog als Place Royale gevestigd in de straat Achter het Stadhuis, kwamen zij bijeen en smeedden een plan waarin iedereen zich zou kunnen vinden. Het doel was behoud van het feest door veredeling van het vermaak. Zij bedachten de formule van Oeteldonk. De, zeker toen, mondaine stad 's-Hertogenbosch zou voor drie dagen omgedoopt worden in het dorp Oeteldonk. Iedere inwoner van de stad werd dan boer of "durske" (dialect voor meisje of jonge vrouw) en aan het hoofd van de gemeente een 'burgervaojer' (Peer vaan den Muggenheuvel tot den Bobberd), die in 1882 voor het eerst groots werd ingehaald. Op 1 oktober van datzelfde jaar werd de Oeteldonksche Club opgericht om het initiatief uit te werken en te begeleiden.
Het jaar daarop (1883) voegde men een nieuw element toe, namelijk het bezoek van Zijne Koninklijke Hoogheid Prins Amadeiro aan zijn dorp. Een grote optocht met praalwagens begeleidde de prins bij zijn intocht. Deze traditie is ongewijzigd gebleven: ieder jaar ontvangt de burgervaojer Peer vaan den Muggenheuvel, het gezelschap van Prins Amadeiro, zijn adjudant en de groep lijfwachten 'Ut Gevollug' nog steeds met alle egards op zondagochtend om 11.11 uur op Oeteldonk Centraol. Na de ontvangst op het station begeleidt een bonte stoet van carnavalsclubs het gezelschap te voet naar het stadhuis.

## Symbolen
- De Oeteldonkse driekleur, de rood-wit-gele vlag dateert zeker uit het begin van de 20e eeuw. Deze kleuren zijn afkomstig van de kerk (wit en geel), en de Brabantse vlag (rood en wit). De kleuren komen bovendien (in een andere volgorde) voor op het schilderij De strijd tussen Vasten en Vastenavond van Pieter Bruegel de Oude (1530-1569).
- De authentieke dracht (voor mannen) is een boerenkiel, een rood-wit-gele sjaal, zwarte boerenpet en eventueel nog een rode zakdoek, en witte wanten. Tegenwoordig kleedt men zich vooral in een zwart jasje met emblemen en een rood-wit-gele sjaal. In vroeger tijden werd er wél verkleed en werden maskers opgezet, al was het (in 1900) verboden om als geestelijke óf als het andere geslacht verkleed te gaan.[1]
- Jaarlijks wordt er een 'jaarembleem' ontworpen, dat het jaarthema bevat en op ieders boerenkiel genaaid kan worden. Aanschaf van dit embleem is tevens ter ondersteuning van de organisatie door de Oeteldonksche Club van 1882.[2]
- Boer Knillis is een driedaags standbeeld op de markt. Knillis wordt gezien als oprichter van Oeteldonk. Het beeld wordt elk jaar op carnavalszondag onthuld door de Prins en op dinsdagnacht om 23.55 uur begraven. In schrikkeljaren mag zijn huishoudster, Hendrien, naast Knillis op een sokkel staan.
- Oeteldonk heeft een eigen wapenschild. Dit staat afgebeeld op het vaandel.
- De (groene) kikker of de kikvors is een veel gezien symbool tijdens Carnaval in Oeteldonk. In tegenstelling tot wat veel mensen denken is de kikker niet een verwijzing naar het woord ‘Oetel’ in Oeteldonk, maar meer een symbool voor het Oeteldonkse moeras. Oetel is namelijk helemaal geen synoniem voor kikker/kikvors, maar een schertsende verwijzing naar de Bossche bisschop Godschalk uit Den Dungen. Van den Oetelaar was een veel voorkomende achternaam in Den Dungen in die tijd, mogelijk door de nabijgelegen buurtschap Oetelaar. Oetel is derhalve schertsend bedoeld in de naam ‘Oeteldonk’. Overigens is ‘donk’ een verwijzing naar moeras (droge plek in het moeras).

## Organisatie
De organisatie van de belangrijkste gebeurtenissen tijdens de carnavalsdagen, maar ook de carnavaleske activiteiten daarbuiten, is in handen van de 'Vereniging De Oeteldonksche Club van 1882'. Deze wordt geleid door de Ministerraad. Oeteldonk kent daarom geen Raad van Elf., Niet in een driedelig zwart pak gekleed en prinsensteek, maar gewoon een blauwe kiel, en als hoofddeksel een zwarte ministerssteek.
De vereniging is in 2006 ontstaan door fusie van de 'Stichting Oeteldonksche Club van 1882' en de 'Federatie van Carnavalsverenigingen Oeteldonk van 1968'.

## Belangrijke figuren

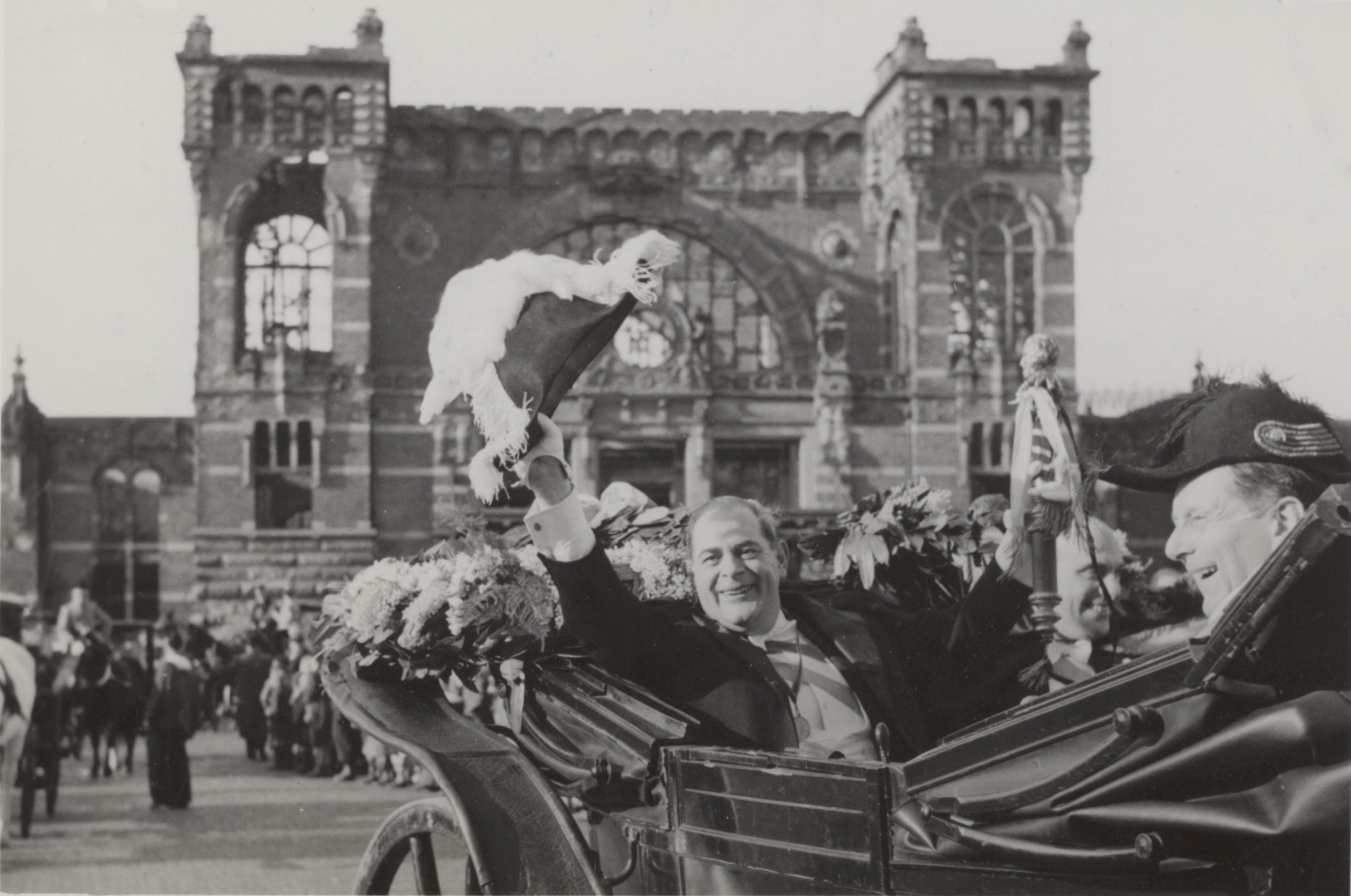
Intocht prins Amadeiro XVI (Pom van der Elst) 1952. Op achtergrond het in WOII verwoeste NS station.

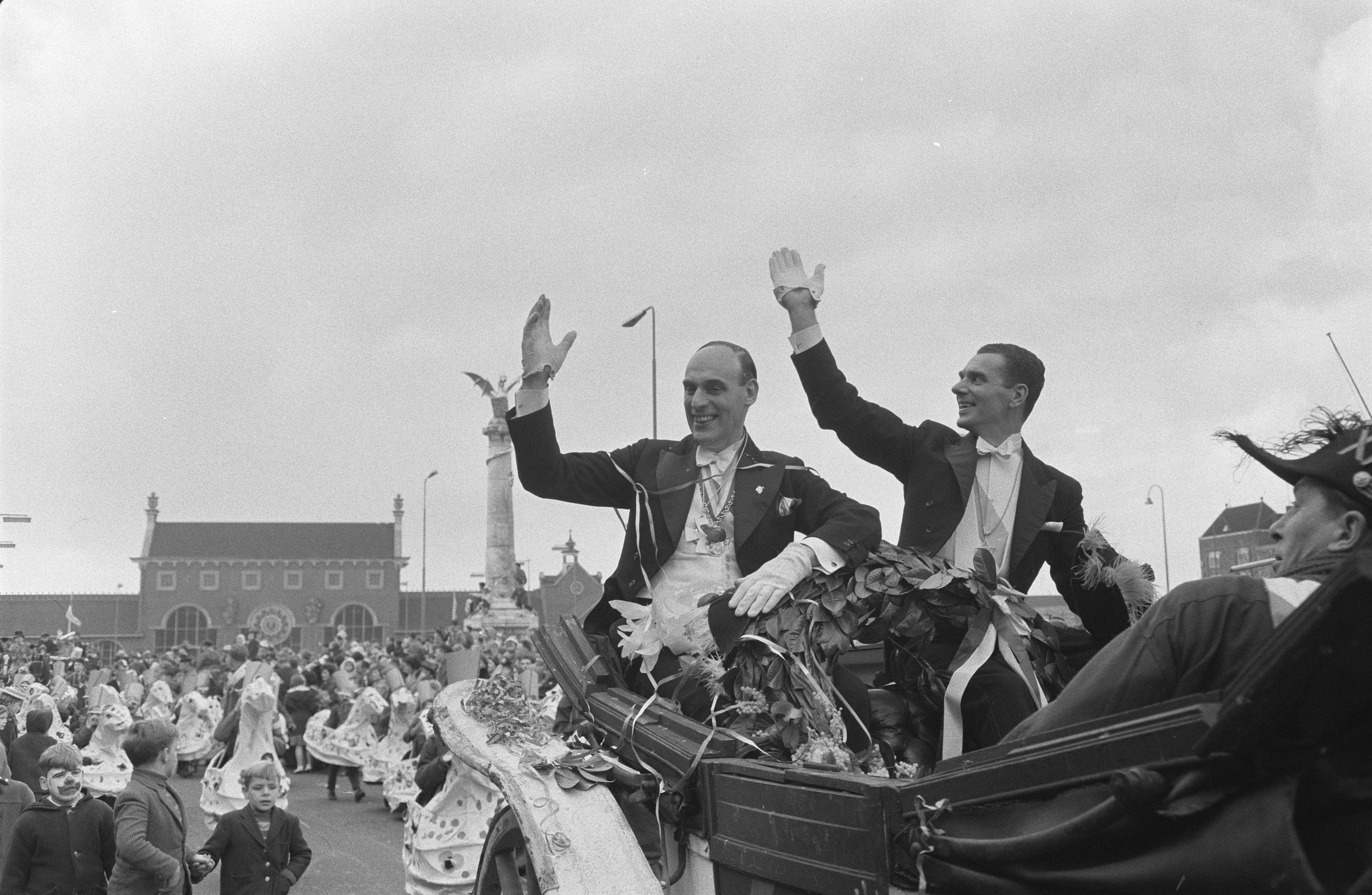
De intocht van Prins Amadeiro XVIII (Theo Boesman) 1961.

Tijdens het Oeteldonkse carnaval zijn er ook een aantal hoofdrolspelers. Deze zijn:
- Prins Amadeiro
- Adjudant van de Prins
- Peer vaan den Muggenheuvel tot den Bobberd
- d'n Assessor Kees Minkels
- de Ministerraad
- Ut Gevollug
- Hendrien
- Driek Pakaon
- de Geminteraod
- Knillis
- Prinselijke Ruiterij
- d'n Vaandeldrager
- Ut Errembestuur
- Raad van State
- Jeugdprinsengroep

## Evenementen
- Kenmerkend voor Oeteldonk, is dat er elke dag een optocht is.
  - De 'Intocht' op zondag. Na aankomst van Prins Amadeiro op Oeteldonk Centraol verplaatst de Prins en het hele protocol zich in koetsen naar het stadhuis. Een improvisatieoptocht van eenlingen, kleine groepen en carnavalsclubs volgt hen. Tijdens de Intocht worden carnavalswagens niet toegelaten. 
 De Intocht van de jeugdprins is op zaterdagochtend.
  - De 'Grote Optocht' is op Carnavalsmaandag. Aan deze optocht mogen ook de winnaars van de optochten van Slotgat, Terpersdurp, Zandhazendurp meedoen. Deze optocht start vanaf de Van Grobbendoncklaan en gaat dan naar de binnenstad.
  - De 'Keinderoptocht' is dinsdag. Deze optocht is soms langer en heeft soms grotere wagens, dan de grote optocht in de omliggende dorpen.
- 'Het Kwekfestijn'. Op de zaterdag rond 11 november wordt ieder jaar een nieuw carnavalslied gekozen in het Theater aan de Parade. Er zijn jaarlijks ongeveer 60 inzendingen van carnavalsclubs. De 11 beste nummers komen in de finale. Van deze finalisten wordt ook een studio opname gemaakt, die op CD verschijnt.
- 'd’n Elfde van d’n Elfde'. Sinds 2010 is 11 november het officiële startsein van het carnavalsseizoen. Voorheen was dat het Kwekfestijn.

## Oliebollenfantenbaby
De 'Oliebollenfantenbaby' is een baby die geboren is in Oeteldonk op de zaterdag voor carnaval. Op carnavalsmaandag wordt de baby doorgaans aangegeven bij de burgerlijke stand van Oeteldonk, waarbij aangegeven wordt dat de baby in de stad 's-Hertogenbosch is geboren. De oliebollenfantenbaby's worden bezocht door de jeugdprins van Oeteldonk, vergezeld met  'nne kromme èrrum (mand met cadeautjes). Het oeteldonks carnaval wordt als het ware met de paplepel ingegoten, immers om een echte Oeteldonker te zijn, moet je er vroeg bij zijn.

## Volkslied
Oeteldonk heeft een eigen volkslied, dat in 1884 door Driek Pakaon werd geschreven, de muziek werd door Hannes Krassert gecomponeerd. Het lied heet: "O pronkjuweel van heel deez' aard". Het bestaat uit drie coupletten en een solo.

1e couplet

O pronkjuweel van heel ons aard

Ons dierbaar Oeteldonk

Door niets of nimmer evenaard

Geen naam die schooner klonk,geen naam die schooner klonk (bis)

Waar is op gansch het wereldrond

Een watervrij moeras

Zoo schoon als waar ons wieg eens stond

Als d’Oeteldonkse plas? Als d’Oeteldonkse plas (bis)

2e couplet

Wat vruchtb're akkers, rijk beplant

Met knollen en radijs,

En bergen van het schoonste zand

In 't Noordbrabantse Paradijs ! (bis)

Een wijs bestuur, dat spreekt vanzelf,

Voegt aan zo'n lustwarand

De Oeteldonkse Raad van Elf

Wordt gek haast van verstand. (bis)

Solo. (beter bekend als Het Prinsenlied)

Prins Carnaval, ons aller Vorst

Voor U zij onze zang!

O, blijv' voor Oeteldonk gespaard! (3x)

Nog vele jaren lang.

Als gij U aan uw volk vertoont,

Gaat er een juichkreet op. (bis)

Dan is er feest in Oeteldonk,

't is feest (bis)

De vreugde stijgt ten top.

3e couplet

En eens in 't jaar met Carnaval

Viert men met zang en glas,

Een jolig, prettig narrenfeest

In 't watervrij moeras. (bis)

Bescherm, O Prins, de Carnaval,

Dit Oeteldonkse feest,

Dan heerst er vreugde overal

Naar lichaam en naar geest. (bis)